# Зоргол
Зоргол — село в Приаргунском районе Забайкальского края России. Административный центр сельского поселения «Зоргольское».

## География
Село находится в северо-восточной части района, на левом берегу реки Аргунь, вблизи государственной границы с Китаем, на расстоянии примерно 28 км (по прямой) к северо-востоку от посёлка городского типа Приаргунск, административного центра района. Абсолютная высота — 513 м над уровнем моря.
Климат
Климат характеризуется как резко континентальный, с длительной морозной малоснежной зимой и коротким тёплым летом. Среднегодовая температура воздуха по району отрицательная и варьируется в пределах от -−4 °С до — 3,5 °С. Средняя температура самого холодного месяца (января) составляет −26 — −29 °С (абсолютный минимум — −56 °С), температура самого тёплого (июля) — 18 — 20 °С (абсолютный максимум — 38 °С). Безморозный период длится в среднем от 90 до 110 дней в году. Среднегодовое количество атмосферных осадков составляет 300—350 мм.
Часовой пояс
Село Зоргол находится в часовой зоне МСК+6. Смещение применяемого времени относительно UTC составляет +9:00.

## История
Основано в 1776 году как пограничный караул. Первыми жителями села были яицкие казаки, переселённые в эти места после восстания Емельяна Пугачёва, а также буряты, переведённые в казачье сословие. В 1872—1918 годах являлось центром станицы Зоргольской 2-го военного отдела Забайкальского казачьего войска.

## Население
| 1902 | 2002 | 2010 | 2012 | 2013 | 2014 | 2015 |
| ---- | ---- | ---- | ---- | ---- | ---- | ---- |
| 800  | ↗823 | ↘766 | ↘751 | ↘737 | ↘733 | ↘713 |
| 2021 |      |      |      |      |      |      |
| ↘676 |      |      |      |      |      |      |

Половой состав
По данным Всероссийской переписи населения 2010 года, в гендерной структуре населения мужчины составляли 53,3 %, женщины — соответственно 46,7 %.
Национальный состав
Согласно результатам переписи 2002 года, в национальной структуре населения русские составляли 95 % из 823 чел.

## Инфраструктура
В селе функционируют средняя общеобразовательная школа, дом культуры, школьный краеведческий музей и фельдшерско-акушерский пункт.

## Известные уроженцы
- Губин, Назар Петрович (1918—1941) — советский военнослужащий, сержант, Герой Советского Союза.